# Весна (картина Борисова-Мусатова)
«Весна́» — одна из наиболее известных картин русского художника В. Э. Борисова-Мусатова. Создана между 1898 и 1901 годом.

## О картине
Картина ознаменовала новый период в творчестве художника, связанный с наиболее известными его произведениями.
Ключевой особенностью этой картины является полное отсутствие повествовательности. На картине изображена девушка, прогуливающаяся по саду. Художник сумел тонко передать состояние весны с цветущими деревьями и «пушистыми» одуванчиками, выразив через состояние природы настроение.
Картина также отличается и своей декоративностью. Художник наносит краску небольшими мазками, меняя их направление.
В настоящий момент картина находится в Государственном Русском музее в Санкт-Петербурге.

## Интересные факты
Картина была использована для иллюстрации статьи о настроении в «Иллюстрированном словаре по психологии» (2003).